# Болгарська вулиця (Житомир)
Болгарська вулиця — вулиця в Богунському районі міста Житомира.

## Опис
Знаходиться в північній частині міста. Бере початок від вулиці Східної, прямує на північний схід, затим повертає на північний захід, завершуючись перехрестям з Черняхівським провулком.

## Історичні відомості

### Історія назви
Історична назва Північна вулиця. У 1964 році перейменована на честь більшовика Яна Гамарника. В 1995 році вулиці надано нинішню назву.

### Історія формування вулиці
Вулиця та її забудова почали формуватися на рубежі ХІХ та ХХ сторіч як продовження Північної вулиці. Станом на початок ХХ століття на північній стороні вулиці знаходилися декілька садиб; південна сторона вулиці була більшою мірою незабудована.
Станом на 1930-ті та 1940-ті роки садибна забудова північної сторони вулиці здебільшого була сформована.
Згідно з мапою міста 1941 року, уздовж сучасної Болгарської вулиці розташовувалися садиби, адресовані до Північної вулиці під номерами 63-77 з північної сторони та №№ 48-52 з південної сторони.
У 1950-х — 1960-х рр. садибна житлова забудова вулиці ущільнена та сформована остаточно. Почала формуватися промислова забудова з південного боку вулиці. 
У 1995 році цю ділянку тодішньої вулиці Яна Гамарника, ізольовану забудовою від основної частини вулиці, виділено в окремий топонімічний об'єкт — Болгарську вулицю. Житлові будинки вздовж вулиці переадресовано з вулиці Яна Гамарника до нової вулиці.